# 今日、キミに会えたら
『今日、キミに会えたら』（Like Crazy）は、ドレイク・ドレマス監督、アントン・イェルチン、フェリシティ・ジョーンズ、ジェニファー・ローレンス、アレックス・キングストン出演の2011年のアメリカ合衆国の恋愛ドラマ映画である。2011年にサンダンス映画祭で審査員大賞を受賞した。台詞は即興によるものである。
日本では劇場未公開だが、DVDが2013年5月10日に発売された。

## ストーリー
ロサンゼルスの大学に留学していたイギリス人のアンナはそこでジェイコブと恋に落ちる。しかし、アンナはビザの期限が過ぎても帰国しなかったために強制送還されてしまい、2人は遠距離恋愛をすることになる。距離と時差に阻まれた2人の気持ちは揺らぎ始め、ジェイコブはサマンサという新しい恋人まで作るが、それでも互いに離れられないジェイコブとアンナはイギリスで結婚する。結婚したことでアンナのアメリカへの入国許可はすぐに得られると思われたが、なかなか許可は下りない。その焦りが2人の間に深い溝を生み、その結果、ジェイコブはサマンサとよりを戻し、アンナは隣人のサイモンと同棲するようになる。しかし、サイモンがアンナの両親の前でアンナに求婚したことから、アンナの気持ちは大きく揺らぐ。そして、ちょうどアンナのアメリカへの入国許可が下りていたことから、アンナとジェイコブはアメリカで2人で暮らすことになる。はた目には上手く行っているように見える2人だったが、2人の間にかつてのような熱い思いはなくなっていた。

## キャスト
※括弧内は日本語吹替。
- ジェイコブ・ヘルム - アントン・イェルチン（須田祐介）
- アンナ・ガードナー - フェリシティ・ジョーンズ（清水理沙）
- サマンサ - ジェニファー・ローレンス（牛田裕子）
- サイモン - チャーリー・ビューリー（川原慶久）
- リズ - フィノラ・ヒューズ（日野由利加）： アンナの文才を評価している上司。
- バーナード・ガードナー - オリヴァー・ミュアヘッド（金尾哲夫）: アンナの父。
- ジャッキー・ガードナー - アレックス・キングストン（喜代原まり）： アンナの母。
- サブリナ - キーリー・ハゼル
- マイク - クリス・メッシーナ
- ロス - ベン・ヨーク・ジョーンズ
- エリオット - ジェイミー・トーマス・キング

## 製作
物語は監督のドレイク・ドレマスとその元妻の実体験からインスピレーションを得ている。
映画は安価なキヤノン EOS 7Dデジタル一眼レフカメラで撮影され、その製作費は25万ドル未満に抑えられた。

## 評価
Rotten Tomatoesでは139件のレビューで支持率は73%となっている。クリスチャン・サイエンス・モニターの2011年のベスト映画では3位となっている。

### 受賞とノミネート
| 賞                                   | 部門                       | 対象                      | 結果       |
| ------------------------------------ | -------------------------- | ------------------------- | ---------- |
| シカゴ映画批評家協会賞               | 有望映画作者賞             | ドレイク・ドレマス        | ノミネート |
| エンパイア賞                         | 新人女優賞                 | フェリシティ・ジョーンズ  | 受賞       |
| ゴッサム・インディペンデント映画賞   | ブレイクスルー俳優賞       | フェリシティ・ジョーンズ  | 受賞       |
| ナショナル・ボード・オブ・レビュー賞 | ブレイクスルー演技賞       | フェリシティ・ジョーンズ  | 受賞       |
| MTVムービー・アワード                | 音楽賞                     | "Impossible" フィギュリン | ノミネート |
| サンダンス映画祭                     | 審査員大賞（ドラマ部門）   | ドレイク・ドレマス        | 受賞       |
| サンダンス映画祭                     | 審査員特別賞（ドラマ部門） | フェリシティ・ジョーンズ  | 受賞       |